# ビルマニシキヘビ
ビルマニシキヘビ（学名：Python bivittatus）は、ニシキヘビ科に分類されるヘビの一種。ヘビの中では世界最大級で、東南アジアに広く分布し、IUCNのレッドリストでは危急種に指定されている。インドニシキヘビの亜種と考えられていたが、2009年に別種とされた。飼育個体が逸脱した結果、アメリカ合衆国のフロリダ州に定着し、侵略的な外来種となっている。

## 分布と生息地
インド東部からネパール南東部、ブータン西部、バングラデシュ南東部、ミャンマー、タイ、ラオス、カンボジア、ベトナム、マレーシア北部(マレー半島)、中国南部(福建省、江西省、広東省、海南省、広西チワン族自治区、雲南省)まで、南アジアと東南アジアに広く分布する。香港、インドネシアのジャワ島、スラウェシ島南部、バリ島、スンバワ島にも分布する。金門島からも報告されている。
泳ぎが得意で、主に水源のある場所に生息する。草原、沼地、湿地、岩山、森林、渓谷、開けたジャングルに生息する。木登りが得意で、尾で枝などの物体を掴む。長い間水中に潜ることができるが、水辺に居ることが多い。

## 形態
体色は黄土色で、黒く縁取られた茶色の斑紋が並ぶ。頭部には黄土色の模様があり、明瞭な茶色の模様がある。本種は眼と上唇板が直接接さず、インドニシキヘビは全体的に斑紋が不明瞭で、眼と上唇板が接する。野生では通常5mまで成長し、7 mを超える個体は確認されていない。性的二形があり、雌は雄よりも平均的に長く、体重はかなり重く、体格も良い。飼育下での体重計測によると、雌は全長3.47 mの個体が体重29 kg、全長4 m強の個体は体重36 kg、全長4.5 mの個体は体重40 kg、全長5 mの個体は体重75 kgであった。対して、雄は全長2.8 mの個体が体重12 kg、全長2.97 mの個体は体重14.5 kg、全長3 mの個体は体重7 kg、全長3.05 mの個体は体重18.5 kgであった。全長5 mを超える個体は珍しい。全長5.79 mの個体が、2023年7月10日に南フロリダのビッグサイプレス国立野生保護区で捕獲された。6 mを超える記録も多くあるが、確実なものは少ない。「Baby」という名の雌は、死んだとき体重が182.8 kgで、当時世界で記録された最も重いヘビであり、これまで計測されたどの野生のヘビよりも重かった。1999年頃に計測された全長は5.74 mであった。全長2.35 m以上で成熟する。ジャワ島、バリ島、スラウェシ島には小型の亜種であるコガタビルマニシキヘビ Python bivittatus progschai が生息しており、バリ島の個体は平均全長2 m、スラウェシ島の個体は最大2.5 mである。野生個体の平均全長は3.7 mで、5.79 mに達する個体もいる。

## 外来種として

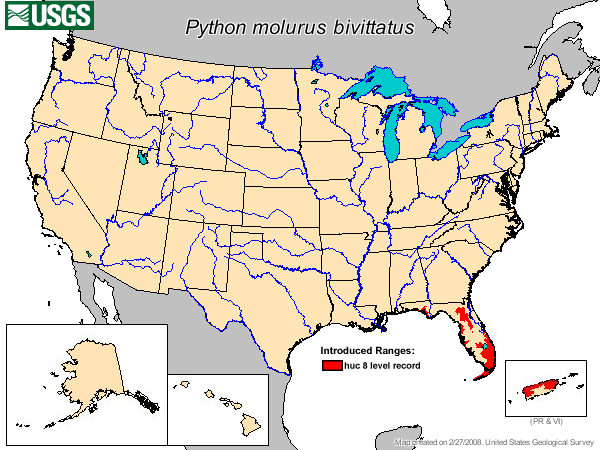
2007年のアメリカにおける分布

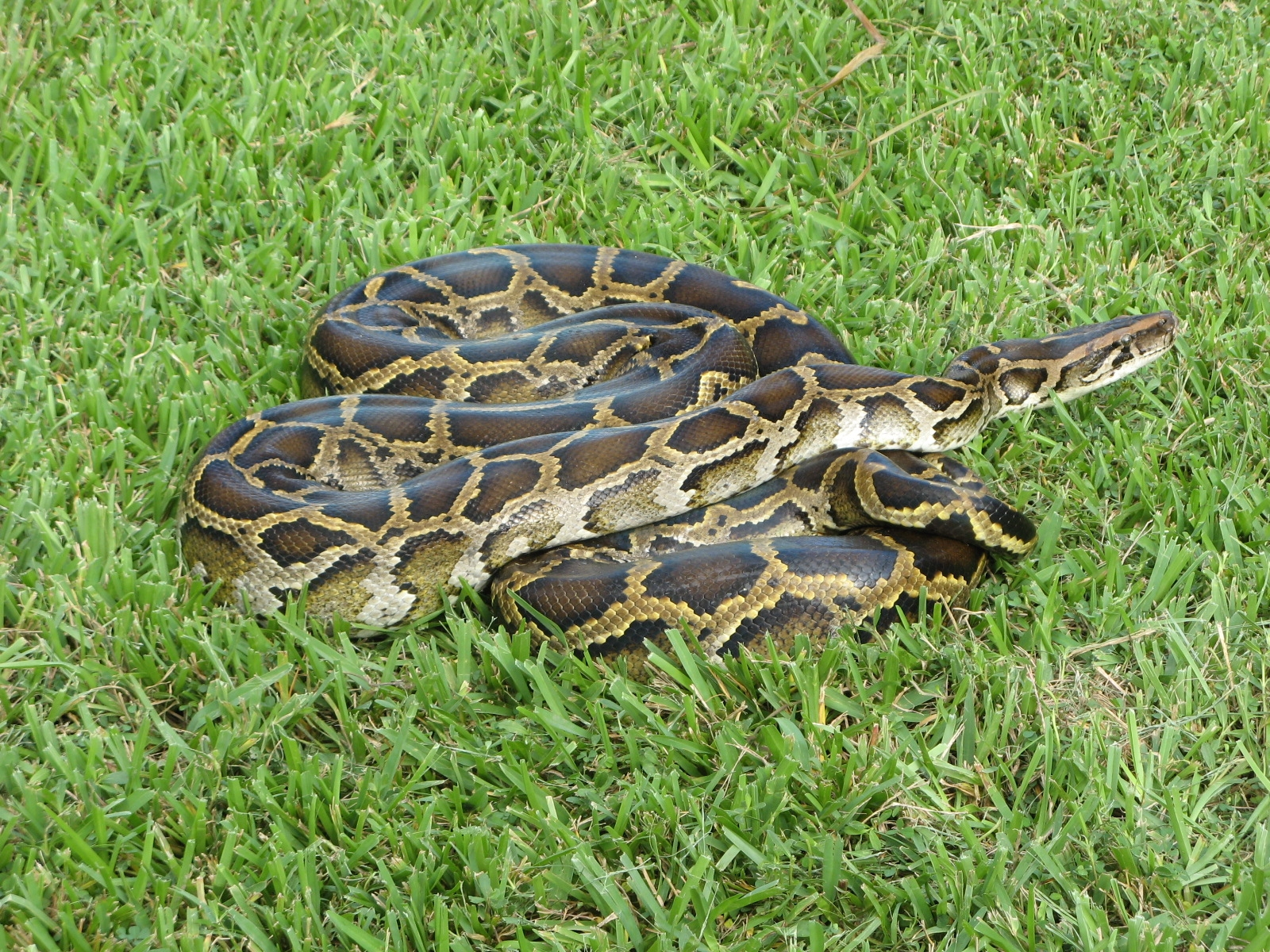
フロリダ州で捕獲された個体

ニシキヘビの侵入は特に広範囲に及び、特に南フロリダではエバーグレーズで多数の個体が見られる。1996年から2006年の間に、ビルマニシキヘビはペット取引で人気を博し、9万匹以上が米国に輸入された。現在、エバーグレーズに生息するビルマニシキヘビの数は、生存可能な最小個体数に達しており、外来種となっている。1992年のハリケーン・アンドリューは、ニシキヘビの繁殖施設と動物園を破壊し、逃げ出したヘビはエバーグレーズに広がった。エバーグレーズでは1,330匹以上が捕獲されている。2017年の遺伝子研究では、フロリダ州の個体群はビルマニシキヘビとインドニシキヘビの雑種で構成されていることが明らかになった。ミトコンドリアDNAと核DNAによる系統関係が一致しておらず、その起源に関する系統学的研究をより複雑にしている。
2007年までに、ビルマニシキヘビはフロリダ州北部とフロリダ半島沿岸部で発見された。2012年1月、米国内務省はビルマニシキヘビの輸入を禁止した。2012年の報告書では、「ヘビが定着している地域では、キツネやウサギが姿を消した。アライグマの目撃数は99.3%、オポッサムは98.9%、オジロジカは94.1%減少した」と述べられている。2003年から2011年にかけての調査では、ボブキャットの個体数が87.3%減少し、ウサギが全く確認されていない地域もある。ウサギが絶滅した地域に再導入する取り組みは、ニシキヘビによる捕食率が77%と高いため失敗している。鳥類やコヨーテの個体群、そして希少なフロリダパンサーも脅かされる可能性がある。さらにニシキヘビはヒメヌマチウサギの個体数を減少させることも示されており、記録されている哺乳類の減少の多くにニシキヘビが関与していることが示唆されている。また、ニシキヘビは在来の捕食動物と競合することが示されている。例えばアメリカアリゲーターとも競合しており、ワニとビルマニシキヘビが互いに攻撃し合い、場合によっては捕食し合う事例が数多く報告されている。
2011年までに、研究者らはエバーグレーズで発見された85匹のビルマニシキヘビの消化管の残骸から、9つの鳥類と最大25種の鳥類を特定した。在来の鳥類はフロリダ州へのビルマニシキヘビの導入により悪影響を受けており、特にアメリカトキコウへの影響は強く、現在政府により絶滅危惧種に指定されている。
これまでに侵入したニシキヘビの駆除が進められており、ビルマニシキヘビはヒノキ、上層林、針葉樹林を好むことが分かっている。湿地は獲物の多い環境だが、ビルマニシキヘビは捕食者からの保護を優先しているようである。さらにフロリダでは、巣作りのために高地に生息することが分かっている。ただしその他の場所でも一般的に見られ、巣作りも行われる。
2013年には1か月間にわたって駆除活動が行われ、合計68匹が駆除された。このコンテストでは捕獲された個体の長さと捕獲数に賞品などが提供された。この活動の目的は、外来種についての意識を高め、一般市民の参加と機関の協力を増やし、エバーグレーズからできるだけ多くのニシキヘビを駆除することだった。このチャレンジはその後も数回開催され、今では10日間にわたって毎年開催されるイベントとなっている。最近では、2023年に1,050人の参加者によって209匹のニシキヘビが駆除された。
2017年の研究では、フロリダにおけるビルマニシキヘビの存在を特定するための新しい方法が導入された。カの血液を調査するものであり、ビルマニシキヘビがフロリダに導入されたのは比較的最近だが、カはニシキヘビの血を吸っている。原産地の個体は獲物の季節変動により長期間絶食するが、フロリダの個体群は餌が常に手に入るため、一年中餌を食べている。しかし寒冷ストレスに弱く、冬の凍結により死亡率は最大90%に達する。ゲノムデータによると、これらの個体群の自然淘汰は、耐熱性の向上に有利に働くと示唆されている。原産地でもフロリダでも、舌形動物の Raillietiella orientalis に寄生される。フロリダの他の爬虫類も寄生されており、寄生虫も外来種となっている。
2019年4月、研究者らはビッグサイプレス国立野生保護区で大型のビルマニシキヘビを駆除した。全長5.2 m以上、体重64 kgで、73個の卵を保有していた。2021年12月、体重98 kg、全長5.5 mの個体がフロリダ州で捕獲され、過去最高となる122個の卵を持っていた。2023年7月、地元のハンターらがビッグサイプレス国立野生保護区で全長5.8 m、体重57 kgのビルマニシキヘビを駆除した。

## 生態
主に夜行性で、熱帯雨林に生息する。若い個体は木にも登るが、大型個体は殆ど地上で過ごす。泳ぎも得意で、水中に30分も潜ることができる。ビルマニシキヘビはほとんどの時間を草の中に隠れて過ごす。生息域の北部では、寒い季節に数ヶ月間、木の洞、川岸の穴、または岩の下で冬眠することがある。爬虫類などの変温動物は、冬眠中に次の繁殖期に向けての準備を行う。フロリダの個体群も冬眠をする。
ビルマニシキヘビは単独で行動する傾向があり、交尾のときのみペアで見られることが多い。早春に繁殖し、雌は3月か4月に12 - 36個の卵を産む。母親は卵が孵化するまでとぐろを巻いて守り、筋肉を動かして卵の周囲の温度を上げる。孵化した幼蛇が卵歯を使って卵から抜け出すと、母親はそれ以上世話をしない。孵化したばかりの幼蛇は、最初の脱皮が完了するまで卵の中にいることが多く、その後最初の食事を求めて狩りをする。飼育下では無性生殖が可能で、子は母親のクローンであり、減数分裂過程の修正を伴う単為生殖が起こる。

### 摂餌と消化

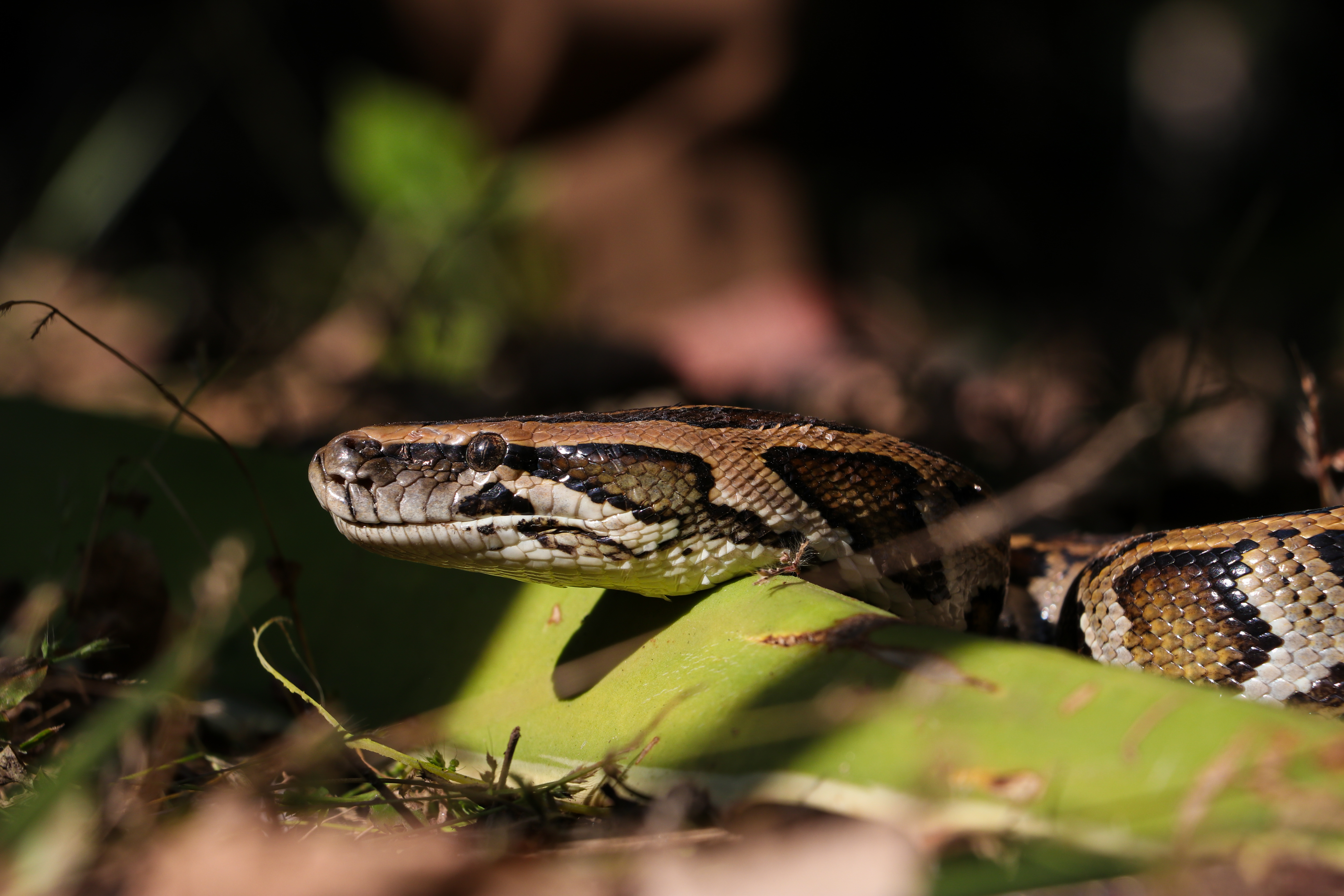
ネパールで撮影

全てのヘビと同様に肉食である。主に鳥類と哺乳類を捕食し、両生類や爬虫類も狙うことがある。待ち伏せ型の捕食者であり、動かずに獲物が近づくのを待ち、近づくと素早く襲う。鋭い歯で獲物を捕らえ、体を巻き付けて締め殺す。その後獲物を丸呑みする。ネズミなどを捕食するため、人間の居住地の近くでよく見られる。家畜を食べることもあり、害獣として扱われる場合もある。飼育下では、主に市販のネズミを食べるが、成長するにつれてウサギや家禽などのより大きな獲物を食べるようになる。フロリダに侵入した個体群は、主にキツネ、ウサギ、アライグマなどのさまざまな小型哺乳類を食べる。その生態から、多くの哺乳類の減少や絶滅に関与していると言われている。またフロリダでは鳥や他の爬虫類も食べる。大型の個体は豚やヤギなどのより大きな食べ物を必要とし、フロリダ州ではワニやシカの成獣を襲って食べたことが知られている。
このような大きな獲物に対する消化反応から、消化生理学のモデル種となっている。食事の合間に長い絶食期間をとるのが特徴で、通常1 - 2ヶ月に1回餌を食べるが、18ヶ月絶食することもある。消化組織の維持にはエネルギーがかかることから、絶食中はエネルギーを節約するために機能が低下する。具体的には胃の容積と酸性度が低下し、腸の質量が減少し、心臓の容積が変化する。獲物を摂取すると、消化器全体が大規模な再構築を受け、腸が急速に肥大し、胃酸が分泌され、消化の燃料として心室の質量が40%増加する。消化中は酸素消費量も大幅に増加し、食事の量に応じて安静時の17 - 40倍になる。この劇的な増加は、胃と小腸の再構築から胃で分泌される酸の生成まで、消化器系を再起動するためのものである。酸の生成は消化に使うエネルギーの重要な要素である。獲物を丸ごと消化するには、歯を使わずに動物を分解する必要があるためである。これを補うために、ビルマニシキヘビは食べ物を摂取すると、大量の酸を生成し始め、胃を酸性にして食べ物を半液体に変え、小腸に送り込んで残りの消化プロセスを始める。エネルギー消費はこれらの消化プロセスが最も活発になる食後の数日間が最も高く、新しい食事を消化するために既存の食物エネルギー貯蔵に依存している。全体として、食物摂取から排便までの消化プロセス全体は8 - 14日間続く。

## 人との関わり

### 保全

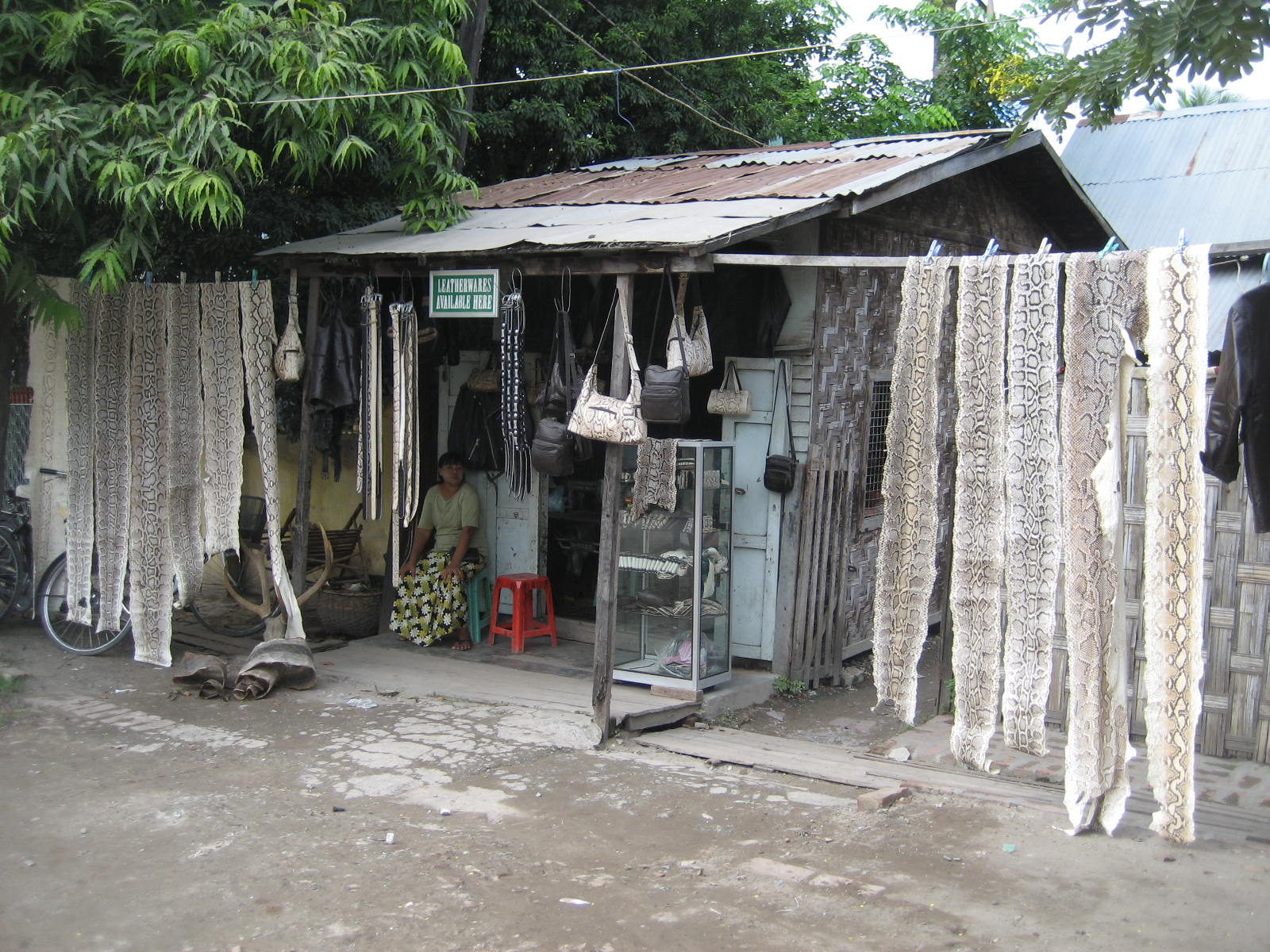
ミャンマーで販売される本種とアミメニシキヘビの革

ビルマニシキヘビはワシントン条約付属書IIに掲載されている。生息地の喪失と過剰な捕獲により、21世紀の最初の10年間で野生個体数が少なくとも30％減少したと推定されており、2012年以降、IUCNのレッドリストでは危急種とされている。IUCNは個体数維持のため、国内および国際的な保護法の制定と施行を強化し、原産地での捕獲を減らすことを推奨している。個体群の生態と脅威に関する研究の強化も推奨している。香港では野生動物保護条例で保護されており、タイ、ベトナム、中国、インドネシアでも保護されているが、個体数が豊富なのは香港とタイのみで、残りの地域では希少である。

### 飼育

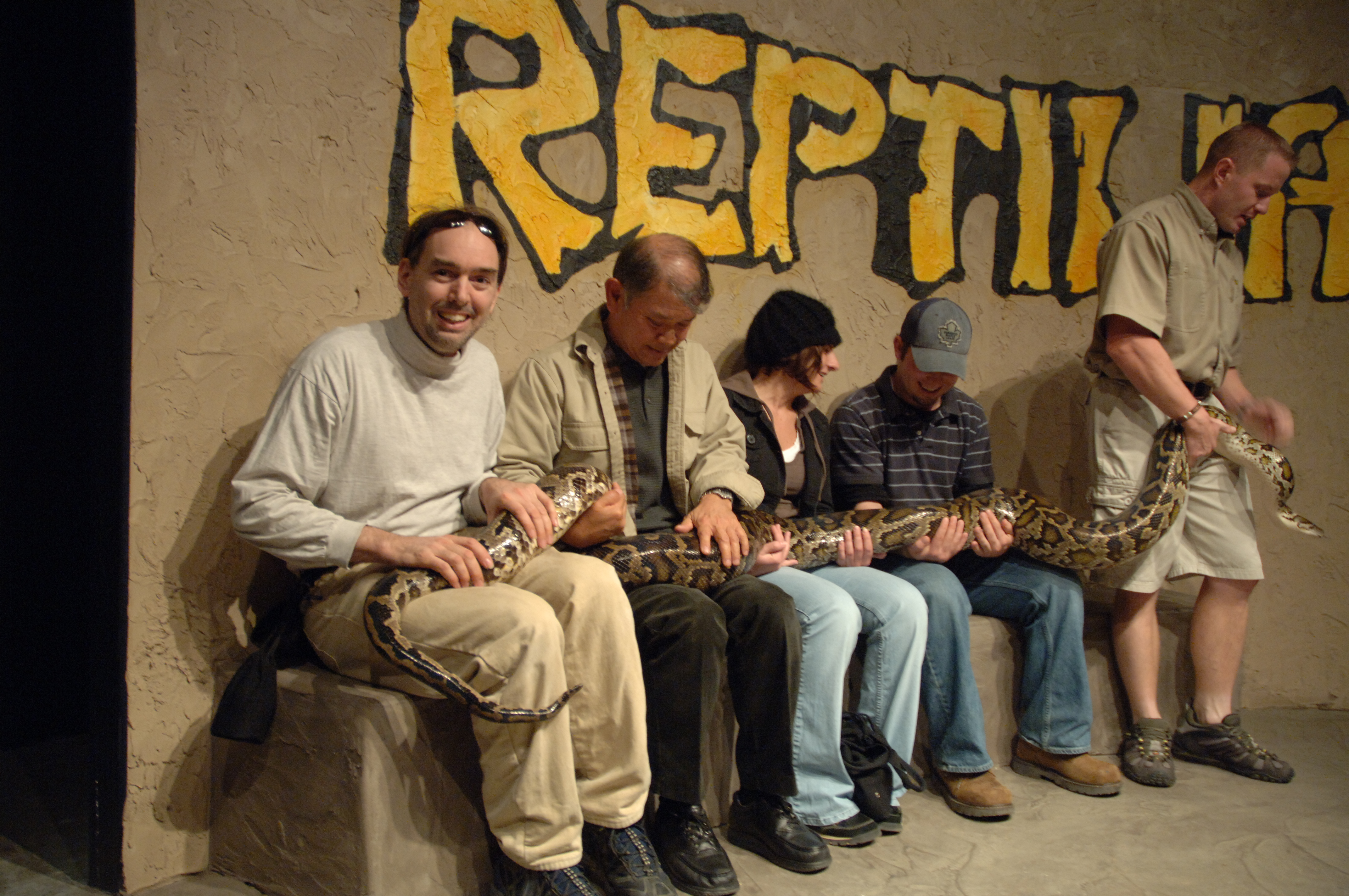
ビルマニシキヘビを抱く人々

ビルマニシキヘビはペットとして売られることが多く、その魅力的な色彩と大人しい性格で人気がある。成長速度が速く、1年で全長2.1 mを超えることもある。ただし強制給餌で成長させた場合、将来健康上の問題を引き起こす可能性がある。4歳までに成体の大きさに達するが、生涯を通じて非常にゆっくりと成長を続け、寿命は20年を超えることもある。
性質は大人しいといわれるが非常に力が強く、噛み付かれれば重症になり、締め付けられれば殺されることもある。大量の餌を消費し、特注の大きく安全な囲いを必要とする。その結果一部は野生に放たれ、環境を破壊する外来種となる。すでに侵入したフロリダ州を含む一部の地域では、ビルマニシキヘビをペットとして飼うことを規制している。違反者は有罪判決を受けた場合、7年以上の懲役または50万ドルの罰金を科せられる可能性がある。
ビルマニシキヘビは日和見的な餌食者であり、餌が与えられると食べたばかりでも食べてしまうことが多い。その結果食事量が過多になり、飼育下では肥満になることもある。はるかに小型のボールニシキヘビと同様に、ビルマニシキヘビはおとなしく臆病な生き物として知られており、人間の近くでの生活にも適応できる。
一般的には人間を避ける傾向にあるが、体が大きいため取り扱いには細心の注意が必要である。成体は力が強く、通常は複数の飼育者で飼育することが推奨される。飼い主に特別な免許証の所持を義務付ける地域もあり、大型動物に対して注意を払うことが必要とされる。日本では動物愛護法により特定動物に指定されており、現状新規飼育は難しい。

## 品種

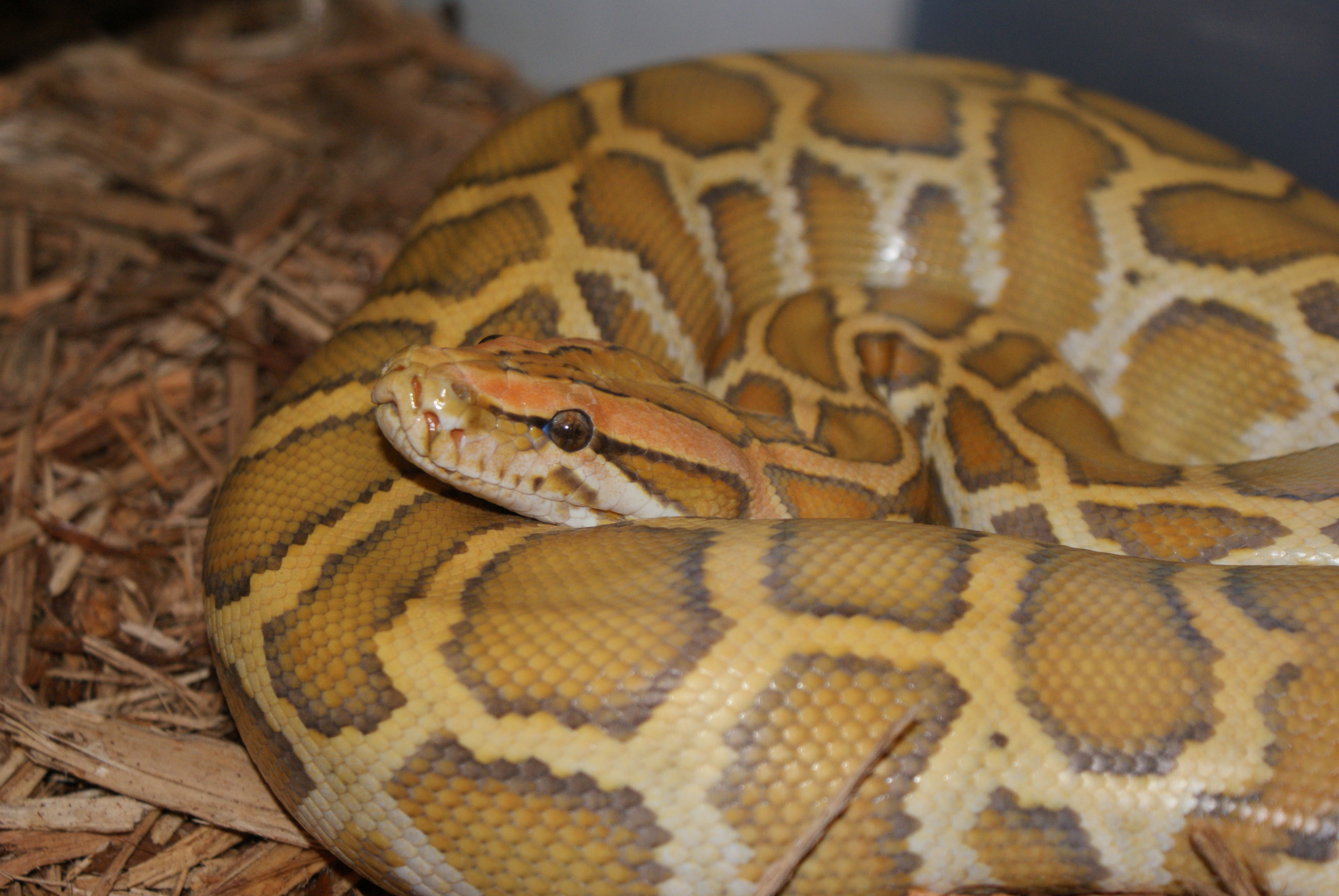
ビルマニシキヘビ "キャラメル"

ビルマニシキヘビは、色、模様、そして最近ではサイズを目的に飼育されることが多い。アルビノ個体は特に人気があり、最も広く入手可能なモルフである。体は白く、バタースコッチイエローとバーントオレンジの模様がある。迷路のような模様の「ラビリンス」、カーキ色の「グリーン」、小さな角ばった斑点が多数ある「グラナイト」というモルフもある。最近は島嶼部のコガタビルマニシキヘビもブリードが行われている。白変種は貴重で人気があり、模様が無く全体が明るい白色で目は青く、飼育下で繁殖されたのは2008年か2009年になってからである。「キャラメル」はキャラメル色の模様とミルクチョコレート色の目をしている。

## 画像

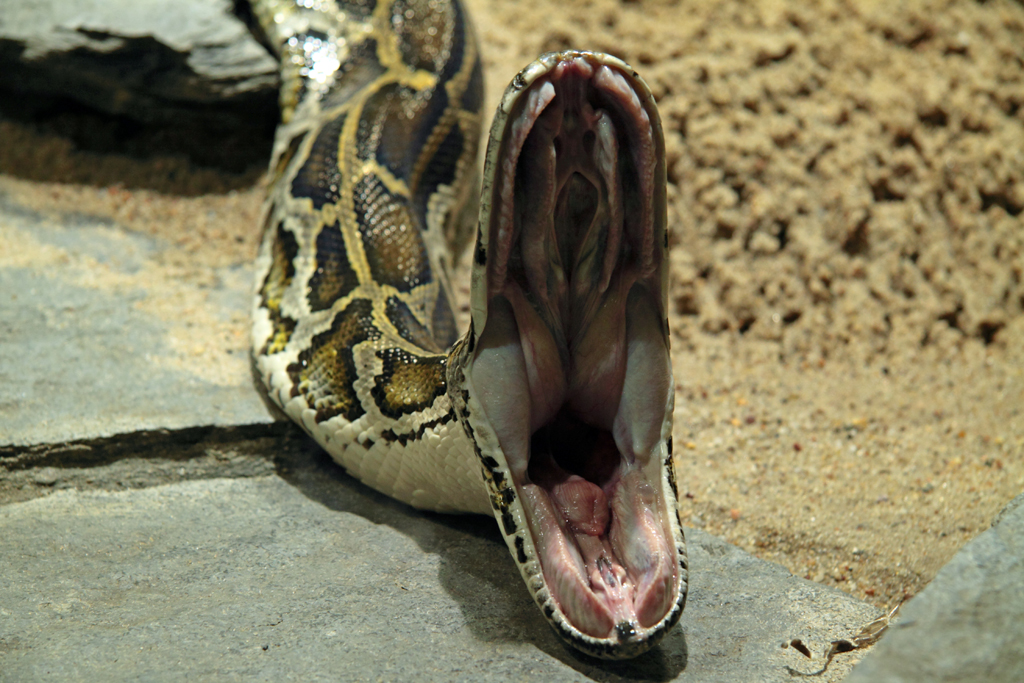
口を開けた様子
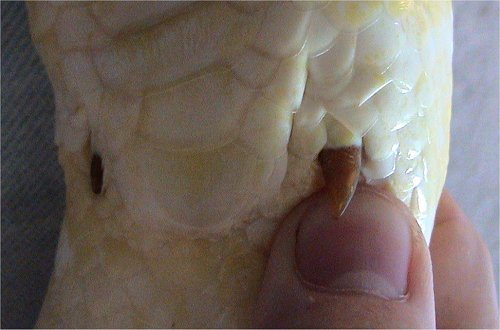
蹴爪
豚を飲み込んだ個体
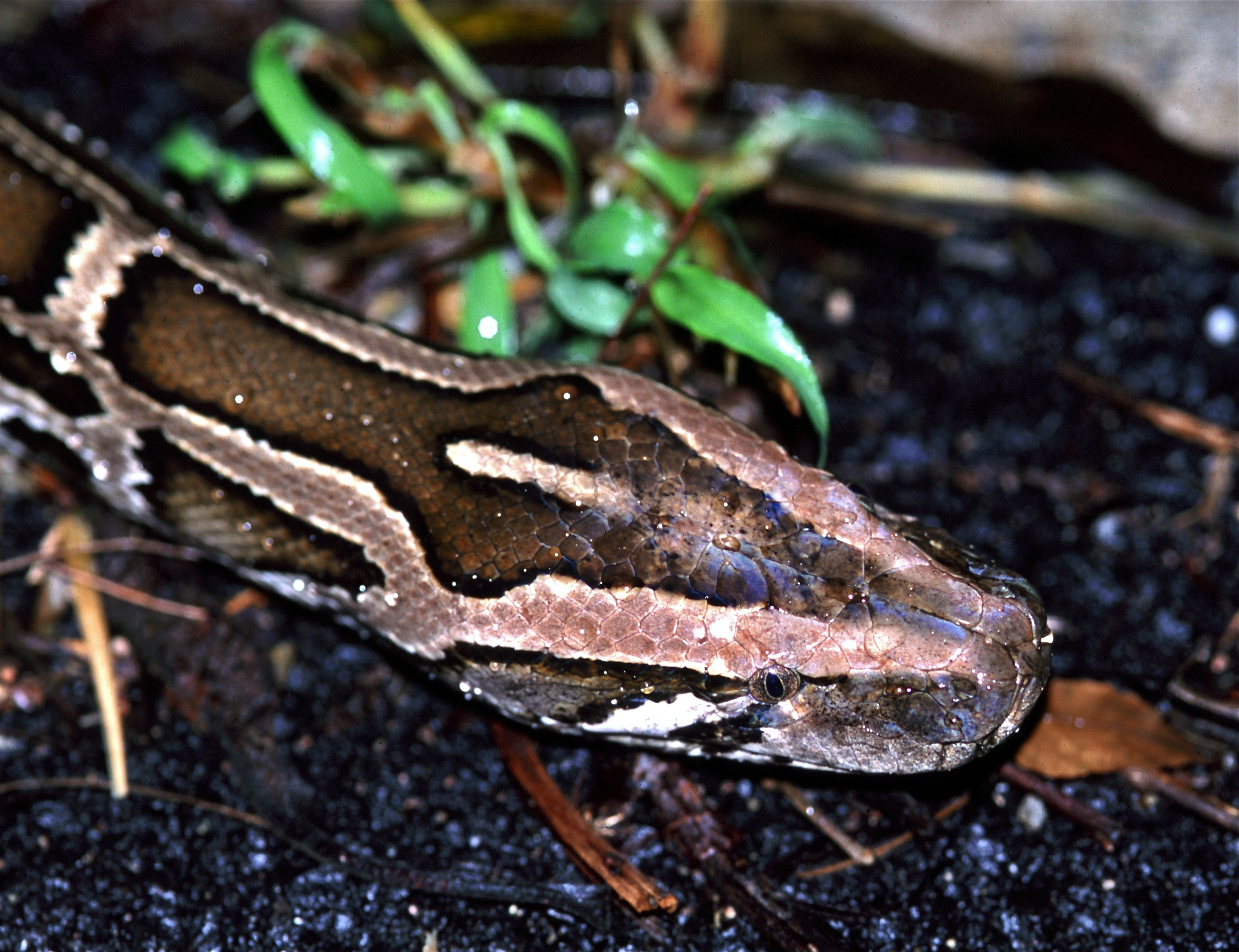
頭部
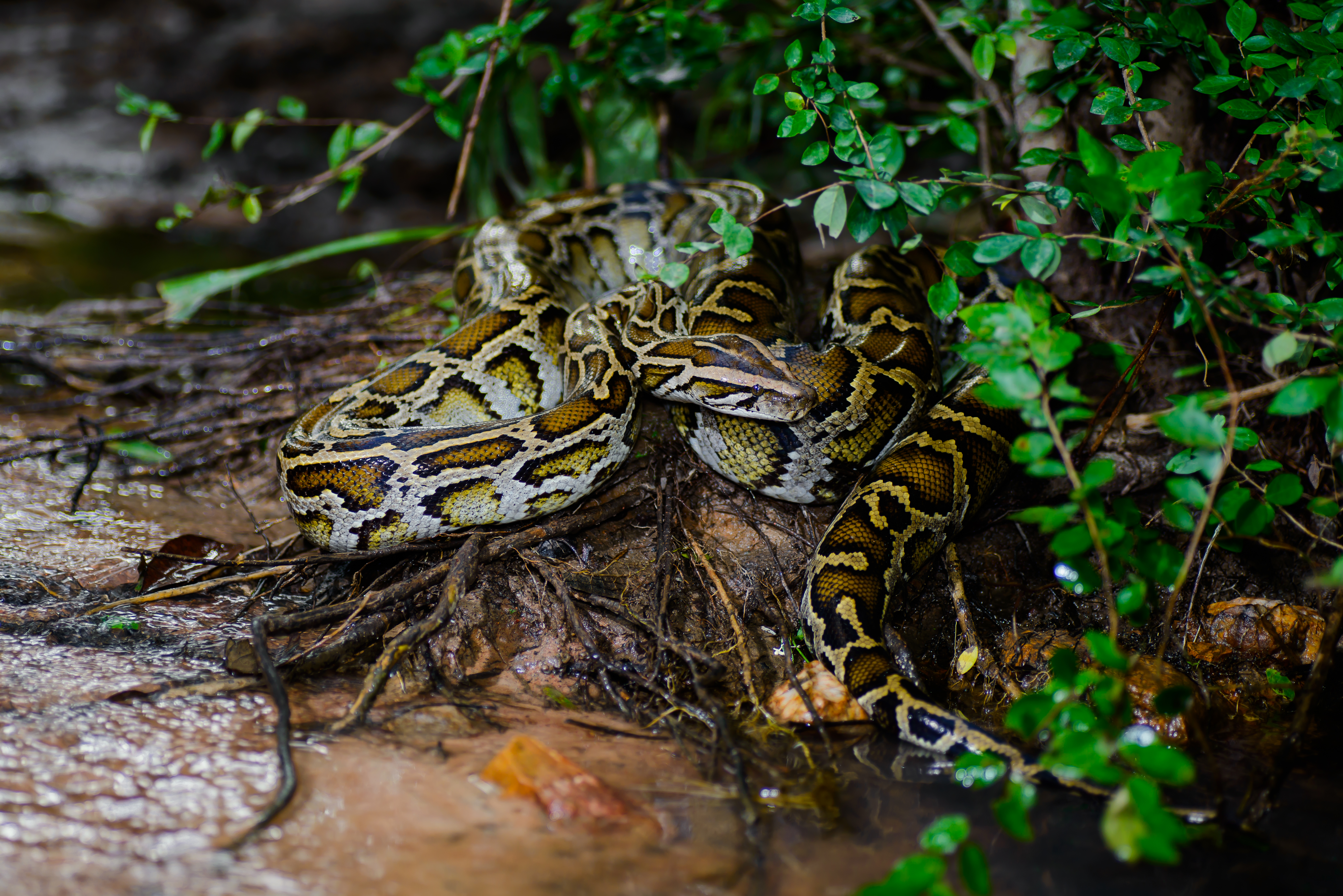
幼蛇